# معادلة دريك
معادلة دريك (بالإنجليزية: Drake Equation)‏ هي معادلة احتمالية تُستخدم لتقدير عدد الحضارات النشطة خارج الأرض والقادرة على التواصل في مجرة درب التبانة.
كتب فرانك دريك هذه المعادلة في عام 1961، ليس لأغراض تحديد عدد الحضارات، ولكن كوسيلة لتحفيز الحوار العلمي في أول اجتماع علمي للبحث عن الحياة خارج الأرض (سيتي). تلخص المعادلة المفاهيم الرئيسية التي يجب على العلماء التفكير فيها عند النظر في مسألة الكائنات الفضائية القادرة على إرجاء اتصالات راديوية. من الأفضل التفكير فيها كمعادلة تقريبية بدلًا من محاولة جادة لتحديد رقم دقيق.
لا يركز النقد المتعلق بمعادلة دريك على المعادلة نفسها، ولكن على حقيقة أنّ القيم المُقدرة للعديد من عواملها هي تخمينية للغاية، وهذا يعني أن عدم اليقين المرتبط بالنتائج كبيرٌ للغاية لدرجةٍ تحول من استخدامها لاستخلاص استنتاجات مؤكدة.

## تاريخيًا
في سبتمبر 1959، نشر الفيزيائيان جوزيبي كوكوني وفيليب موريسون مقالًا في مجلة نيتشر يحمل عنوانًا مثيرًا  «البحث عن الاتصالات بين النجمية». جادل كوكوني وموريسون بأن التلسكوبات الراديوية أصبحت حساسة بما يكفي لالتقاط الإشارات التي قد تبثها الحضارات التي تدور حول النجوم الأخرى في الفضاء. اقترحا أنّ هذه الرسائل قد تكون ذات طولٍ موجي يساوي 21 سنتيمتر (بتردد 1420.4 ميجاهرتز). هذا هو الطول الموجي للانبعاثات الراديوية للهيدروجين متعادل الشحنة، وهو العنصر الأكثر شيوعًا في الكون، واقترحا أن الكائنات الفضائية الذكية قد ترى هذا العنصر معلمًا منطقيًا في الطيف الراديوي.
بعد ذلك بشهرين، تكهن هارلو شابلي، أستاذ في علم الفلك في جامعة هارفرد، بعدد الكواكب المأهولة في الكون، قائلًا إن «الكون يحتوي على 10 ملايين مليون مليون شمس (10 تليها 18 أصفار) شبيهة بشمسنا. يمتلك نجمٌ واحد من كل مليون كواكب تدور حوله. يتمتع كوكب واحد فقط من كل مليون مليون بالتركيبة الصحيحة من المواد الكيميائية ودرجة الحرارة والمياه والأيام والليالي لدعم الحياة الكوكبية كما نعرفها. خرج هذا الحساب برقم يُقدر بـ 100 مليون عالم تطورت الحياة عليه».
بعد سبعة أشهر من نشر كوكوني وموريسون مقالهما، قام دريك بأول بحث منهجي عن إشارات التواصل الصادرة عن الكائنات الفضائية باستخدام صحن إرسالٍ بقطر 25 مترًا في المرصد الوطني لعلم الفلك الراديوي، في جرين بانك، فيرجينيا الغربية. قام دريك برصد نجمين قريبين يشبهان الشمس: إبسيلون النهر وتاو قيطس. في هذا المشروع، الذي أطلق عليه اسم مشروع أوزما، قام دريك بمسح الإشارات ذات الطول الموجي القريب من 21 سنتيمتر مدة ست ساعات يوميًا من أبريل إلى يوليو 1960. صُمم المشروع بشكلٍ جيد غير مكلف بسيط وفقًا لمعايير اليوم لكنه لم يكشف أي إشارات.
بعد ذلك بوقت قصير، استضاف دريك اجتماع «البحث عن الذكاء خارج الأرض» لمناقشة الإشارات الفضائية. عُقد الاجتماع في مرفق جرين بانك عام 1961. برزت المعادلة التي تحمل اسم دريك نتيجة جهوده في تحضير الاجتماع.

## فائدتها
تُعد معادلة دريك ملخصًا للعوامل المؤثرة في احتمالية اكتشاف اتصالات لاسلكية من الحياة الذكية خارج الأرض. المعلمات الأربعة الأخيرة، fl ، fi ، fc، L، غير معروفة ويصعب تقديرها، إذ تتراوح قيمها بين العديد من القيم الأسية. لذلك، فإن فائدة معادلة دريك ليست في الحل، بل في التفكير في جميع المفاهيم المختلفة التي يجب على العلماء دمجها عند النظر في مسألة الحياة خارج الأرض كما أنه تعطي مسألة الحياة خارج الأرض أساسًا للتحليل العلمي. تحفز معادلة دريك الفضول الفكري حول الكون من حولنا، لمساعدتنا على فهم الحياة كما نعرفها كنتاج نهائي لتطور طبيعي وكوني، ولمساعدتنا على إدراك كم نحن جزء من هذا الكون. ساعدتنا هذه المعادلة وعملية البحث عن الحياة على تركيز علومنا على بعض الأسئلة الأخرى حول الحياة في الكون، وتحديدًا التولد التلقائي، وتطور الحياة متعددة الخلايا وتطور الذكاء نفسه.
في حدود تقنيتنا الحالية، يجب أن يكون أي بحث عملي عن الحياة الذكية البعيدة بحثًا عن بعض مظاهر التكنولوجيا البعيدة. بعد نحو 50 عامًا، ما تزال معادلة دريك ذات أهمية أساسية لأنها بمثابة «خريطة» لما نحتاج تعلمه من أجل حل هذا السؤال الوجودي الأساسي. شكلت المعادلة العمود الفقري لعلم الأحياء الفلكية. على الرغم من أن التخمينات تكون مسليةً في سياق معين، يهتم علم الأحياء الفلكية بشكل أساسي بالافتراضات التي تتناسب تمامًا مع النظريات العلمية الموجودة. فشلت 50 عامًا من البحث عن الذكاء خارج الأرض في العثور على أي شيء، على الرغم من التقدم الكبير للتلسكوبات اللاسلكية وتقنيات الاستقبال والقدرات الحاسوبية منذ أوائل ستينات القرن العشرين، لكن البحث اكتشف على الأقل أن مجرتنا لا تعج بأجهزة إرسال غريبة وقوية جدًا تبث باستمرار إشارات ذات طول موجي قريب من ذلك الخاص بالهيدروجين. لم يكن هذا أمرًا متوقعًا عام 1961.

## النقد
يستند نقد معادلة دريك في الغالب على حقيقة أن العديد من المعاملات الخاصة بالمعادلة تعتمد إلى حد كبير أو كليًا على التخمين. معدلات تكوين النجوم معروفة جيدًا، ويستند مدى انتشار الكواكب على أساس نظري ورصدي سليم، لكن المعاملات الأخرى تخمينية للغاية. تتمحور الشكوك حول فهمنا لتطور الحياة والذكاء والحضارة، وليس الفيزياء. لا توجد تقديرات إحصائية ممكنة لبعض المعاملات عندما لا يوجد سوى مثال واحد معروف عليها. النتيجة النهائية هي استحالة استخدام المعادلة لاستخلاص استنتاجات متينة من أي نوع، بالإضافة إلى أنّ هامش الخطأ الناتج ضخم للغاية، وهو أبعد بكثير مما يعتبره البعض مقبولًا أو ذا معنى.
أحد الردود على هذه الانتقادات هو أنه على الرغم من انطواء معادلة دريك حاليًا على تكهنات لمعاملات غير مُقاسة، فهي تهدف إلى تحفيز الحوار حول هذه الموضوعات. ليتحول التركيز بعد ذلك إلى المضي قدمًا من الناحية التجريبية. بالفعل، صاغ دريك المعادلة في الأصل كفكرة للمناقشة في مؤتمر غرين بانك.

## المعادلة
المعادلة هي نتيجة جداء سبعة عوامل. وهي على الشكل التالي
{\displaystyle N=R^{\ast }\cdot f_{p}\cdot n_{e}\cdot f_{\ell }\cdot f_{i}\cdot f_{c}\cdot L}
حيث
N = عدد الحضارات التي يمكن التواصل معها في مجرتنا.
R* = عدد النجوم التي تتكون كل عام في مجرتنا.
ƒp = نسبة عدد النجوم التي تحتوي على كواكب.

ne = متوسط عدد الكواكب التي يمكنها أن تدعم وجود حياة إلى عدد النجوم التي تحتوي على كواكب.

ƒl = نسبة عدد الكواكب التي يمكنها أن تدعم وجود حياة والتي تدعم فعلياً وجود حياة في مرحلة ما.

ƒi = نسبة عدد الكواكب التي يوجد فيها حياة تطورت إلى حياة ذكية (حضارة).

ƒc = نسبة الحضارات التي يمكنها أن ترسل موجات في الكون لتساعدنا على التواصل معها.

L = المسافة الزمنية منذ أن ارسلت تلك الحضارات إشاراتها عبر الفضاء.